# Calceolaria crassa
Calceolaria crassa är en toffelblomsväxtart som beskrevs av U. Molau. Calceolaria crassa ingår i släktet toffelblommor, och familjen toffelblomsväxter. Inga underarter finns listade i Catalogue of Life.